# Terminal (álbum de Ancestral Legacy)
Terminal es el tercer álbum de larga duración de la banda noruega de black metal sinfónico Ancestral Legacy, publicado bajo el sello discográfico noruego Whispering Voice Records el 29 de septiembre de 2014.
Terminal es un álbum con menos elementos  del black metal sinfónico que su lejano antecesor Nightmare Diaries (2010), al cambiar a una mayor mezcla de metal gótico y doom metal, utilizando la fórmula habitual de voces femeninas de soprano y  voces masculinas duras.
Es el primer álbum con la cantante mexicana Isadora Cortina (invitada en Trapped Within the Words), quien se unió a la banda después de que la vocalista desde hacía mucho tiempo, Elin Anita Omholt, tuvo una lesión en un accidente automovilístico en 2008.

## Lista de canciones
| N.º | Título                        | Duración |  |
| 1.  | «Bone Code»                   | 5:36     |  |
| 2.  | «Lethe (Part 1)»              | 5:23     |  |
| 3.  | «There Is No Birth And Death» | 4:39     |  |
| 4.  | «My Wretched Lord»            | 6:53     |  |
| 5.  | «Lethe (Part 2)»              | 7:35     |  |
| 6.  | «Dawn Of Time»                | 5:10     |  |
| 7.  | «Lethe (Part 3)»              | 6:11     |  |
| 8.  | «Transient Pale Days»         | 7:49     |  |
| 9.  | «Oregon Trail»                | 4:44     |  |
| 10. | «Death, Silence Without Pain» | 5:27     |  |
| 11. | «Shedding You» (Instrumental) | 1:34     |  |
| 12. | «Terminal»                    | 8:53     |  |

## Personal

### Ancestral Legacy
- Isadora Cortina - Vocals (female)
- Eddie Risdal - Guitars, Vocals (harsh)
- Tor Arvid Larsen - Guitars
- Christopher Midtsvéen Vigre- Drums
- Jarl Ivar Brynhildsvoll - Bass

### Músicos invitados
- Jone Väänänen - Keyboards, Effects
- Jean-Baptiste Frichet - Bass on track 10
- Øyvind Rosseland - Keyboards on track 3
- Anette Ødegaard, Sune Berthelsen - Choir on tracks 4, 6, 7, 12

### Producción e ingeniería
- Jone Väänänen	- Mixing, Mastering